# Újezd u Žďáru nad Sázavou
Újezd (deutsch Aujest, auch Augezd, Augest) ist eine Gemeinde in Tschechien. Sie liegt acht Kilometer südwestlich von Žďár nad Sázavou und gehört zum Okres Žďár nad Sázavou.

## Geographie
Újezd befindet sich in der Böhmisch-Mährischen Höhe in der Talmulde des Baches Horní potok. Der mährische Ort liegt  östlich der historischen Grenze zu Böhmen. Südwestlich erhebt sich der Blažkov (693 m), östlich der Na Hranicích (632 m) und im Nordwesten die Rosička (644 m). In der Umgebung des Dorfes befinden sich zahlreiche Teiche. Die größten davon sind der Veselský rybník im Nordosten und der Rendlíček im Südosten. Gegen Süden erstreckt sich das Waldgebiet Veselský les.
Nachbarorte sind Matějov im Norden, Budeč und Nové Veselí im Nordosten, Březí nad Oslavou im Osten, Kotlasy und Pokojov im Südosten, Bohdalov im Süden, Rudolec und Samotín im Südwesten, Sirákov im Westen sowie Nížkov im Nordwesten.

## Geschichte
Das Dorf ist einer der zahlreichen Orte namens Újezd, deren Fluren im Mittelalter durch Umritt festgelegt wurden. Gegründet wurde das Dorf während der Kolonisation des mährischen Grenzwaldes durch die Erben des Přibyslav von Křižanov. Die erste schriftliche Erwähnung von Oujezd erfolgte 1447, als Georg von Krawarn auf Strážnice das Gut Veselí an Jan von Lomnice verkaufte. Wegen des Erlenbewuchses um den in der Ortsmitte gelegenen Teich Prostřední rybník wurde das Dorf auch als Olšový Oujezd bezeichnet. Zu den weiteren Besitzern gehörten die Herren von Dubá und Lipá. Im 17. Jahrhundert wurde Oujezd Sitz eines Richters. Das älteste Ortssiegel stammt von 1667. Oujezd blieb bis 1848 immer an das Gut Nové Veselí angeschlossen.
Nach der Aufhebung der Patrimonialherrschaften bildete Oujezd / Aujezd ab 1850 eine Gemeinde im politischen Bezirk Neustadtl.
1883 wurde eine Dorfschule eingerichtet. Diese zog 1887 in ein eigenes Schulhaus, das nach Plänen des Baumeisters Aleš Linsbauer aus Hodíškov errichtet wurde. Im selben Jahre nahm bei Oujezd eine Ziegelei den Betrieb auf. Die Freiwillige Feuerwehr gründete sich 1897. Im Jahre 1903 wurde die Straße nach Nové Veselí gebaut. Zu Beginn des 20. Jahrhunderts endete die Ziegelfabrikation von Em. Stern in Oujezd.
1921 wurde der amtliche Ortsname Újezd eingeführt. Seit 1949 gehört die Gemeinde zum Okres Žďár nad Sázavou.

## Gemeindegliederung
Für die Gemeinde Újezd sind keine Ortsteile ausgewiesen.

## Sehenswürdigkeiten
- Kapelle